# Osiedle Władysława Łokietka (Gniezno)
Osiedle Władysława Łokietka – osiedle mieszkaniowe na Winiarach, w północnej części Gniezna.

## Lokalizacja
Osiedle Władysława Łokietka leży na północny wschód od jeziora Świętokrzyskiego i obejmuje obszar wyznaczony następującymi granicami:
- od wschodu: ul. Gdańską
- od południa: ul. Wodną
- od zachodu: ogródkami działkowymi oraz terenem przemysłowym
- od północy: ul. Biskupińską